# نيكلاس بيرغمارك
نيكلاس بيرغمارك (بالسويدية: Niclas Bergmark) هو لاعب كرة قدم سويدي، ولد في 7 يناير 2002. لعب مع نادي أوربرو.

## وصلات خارجية
- نيكلاس بيرغمارك على موقع اتحاد السويد (السويدية)
- نيكلاس بيرغمارك على موقع قاعدة بيانات كرة القدم.إي يو (الإنجليزية)
- نيكلاس بيرغمارك على موقع عالم كرة القدم.نت (الإنجليزية)